# Albert Deshayes
Pour les articles homonymes, voir Deshayes.
Albert Deshayes, né le 28 octobre 1941 , est un ancien maître formateur auprès de l'IUFM chargé des langues et cultures régionales.

## Champs de recherche
Chargé des langues et cultures régionales (breton) de 1984 à 1997, chargé du cours de breton à la faculté de droit et de sciences économiques à Brest et à Quimper de 1990 à 2000, il est docteur en études celtiques à Rennes, université de Haute Bretagne, en octobre 1997, et auteur de la thèse portant sur La toponymie des pays bigouden, glazig et fouesnantais en Cornouaille. Il est collaborateur régulier des revues ArMen, Bulletin de la Société archéologique du Finistère, Cap Caval.

## Publications
- Le breton à l'école, Skol Vreiz, 1978
- Dictionnaire des noms de famille bretons, Chasse-Marée/ArMen, Douarnenez, 1995[3]
- Albert Deshayes, Dictionnaire des noms de lieux bretons, Douarnenez, Le Chasse-marée / ArMen, 1999, 605 p. (ISBN 2-903708-85-1, BNF 37632788), p. 76-77
- Dictionnaire des prénoms celtiques, Chasse-Marée/ArMen, Douarnenez, 2000
- Dictionnaire topographique du Finistère, Coop Breizh, Spézet, 2003
- Dictionnaire étymologique du breton, Chasse-Marée Estran, 2003[4]
- Histoire de la langue bretonne, Évolution de la graphie, Label LN, 2013